# Jinotega (miasto)
Jinotega – miasto w środkowej Nikaragui, położone w górach Cordillera Dariense, kilkanaście kilometrów na północ od miasta Matagalpa. Współrzędne geograficzne: 13°06′N 86°00′W/13,100000 -86,000000. Ośrodek administracyjny departamentu Jinotega. W 2006 roku liczyło 53 000 mieszkańców.
Jinotega to niewielki ośrodek przemysłowy i handlowy dla rolniczego zaplecze (obszar uprawy kawy). Rozwinął się tutaj przemysł spożywczy (młyn, przeróbka kawy).
Na północ od miasta znajduje się jezioro Apanás.